# Stefan Grabiński

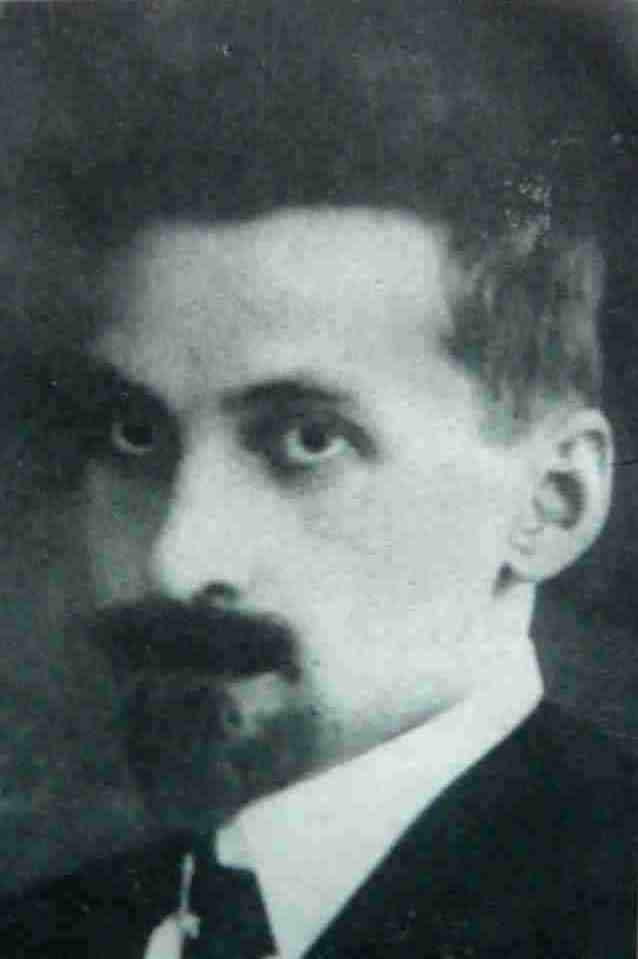
Stefan Grabiński

Stefan Grabiński (* 26. Februar 1887 in Kamionka Strumiłowa, heute Ukraine; † 12. November 1936 in Lwów) war ein polnischer Schriftsteller und Autor von Horrorliteratur, der gelegentlich auch als „der polnische Poe“ bezeichnet wurde.
Grabiński arbeitete in Lemberg (Lwiw) und Przemyśl als Lehrer und wurde für seine in Demon ruchu gesammelten Eisenbahngeschichten bekannt. Eine Anzahl seiner Werke wurden von Miroslaw Lipinski ins Englische übersetzt und als The Dark Domain publiziert. Andere Werke, wie zum Beispiel Szamota’s Mistress, wurden verfilmt.
Grabiński starb im Jahr 1936 an Tuberkulose und wurde auf dem Janiwskyj-Friedhof in Lwiw bestattet.

## Werke

### Romane
- Salamandra (englisch: Salamander) (1924)
- Cień Bafometa (englisch: Shadow of Baphomet, deutsch: Der Schatten des Satans) (1926), Volk und Welt Berlin 1989, ISBN 3-353-00523-4.
- Klasztor i morze (englisch: Cloister and Sea) (1928)
- Wyspa Itongo (englisch: Itongo Island) (1936)

### Sammlungen
- Na wgórzu róż (englisch: On Rose Hill) (1918)
- Demon ruchu (englisch: The Motion Demon) (1919)
- Szalony pątnik (englisch: Mad Pilgrim) (1920)
- Niesamowita opowieść (englisch: Incredible Story) (1922)
- Księga ognia (englisch: Book of Fire) (1922)
- Namiętność (englisch: Passion) (1930)
- Ślepy tor (deutsch: Das Abstellgleis), Suhrkamp 1978, ISBN 3-518-36978-4.
- Das graue Zimmer, Volk und Welt Berlin 1987, ISBN 3-353-00088-7.
- Dunst und andere unheimliche Geschichten, Suhrkamp 1989, ISBN 3-518-38112-1; Inselverlag 1974, ISBN 3-458-05821-4.

### Schauspiele
- Willa nad morzem (Ciemne siły) (englisch: Dark Forces)
- Zaduszki (englisch: All-Souls' Day)
- Larwy (englisch: Spirits)